# أحمد غازي السامرائي
احمد غازي السامرائي، مؤرخ النميات والنقود، وهو مؤلف وكاتب قال عنهُ المؤرخ الموصلي إبراهيم العلاف إنه (مؤرخ النقود الأوحد).

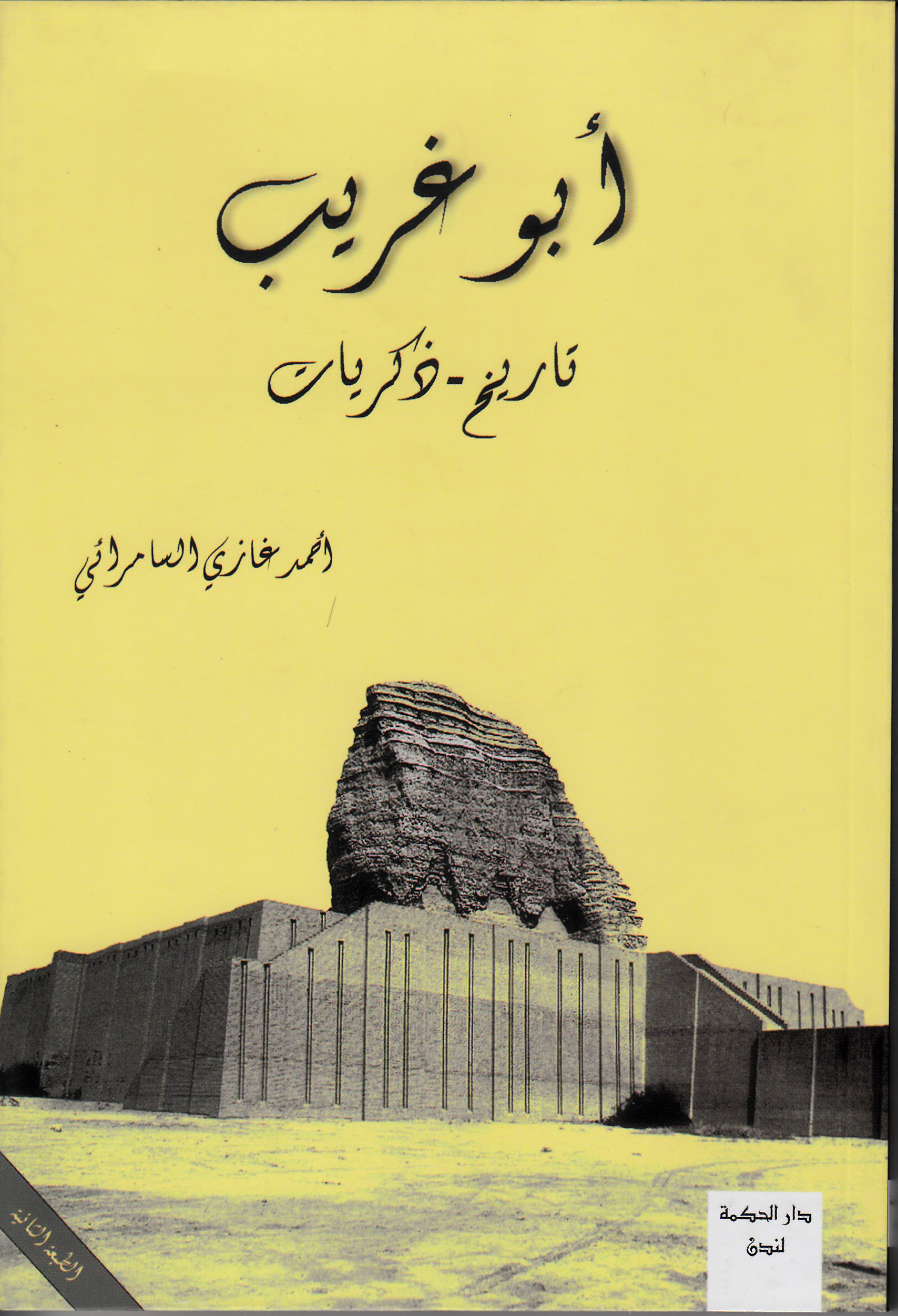
غلاف كتاب أبو غريب تاريخ وذكريات

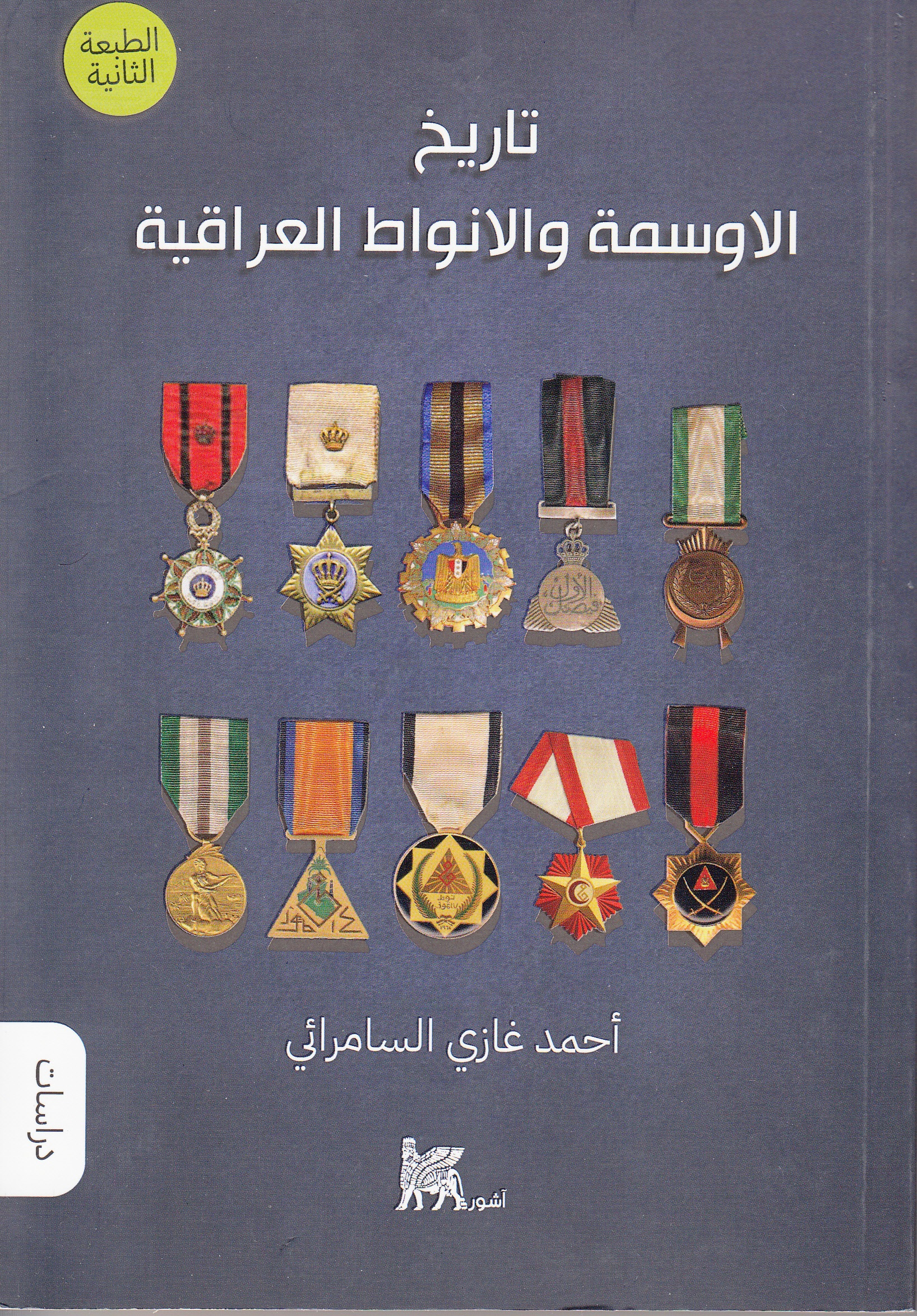
غلاف كتاب تاريخ الأوسمة والأنواط العراقية

## سيرة ذاتية
ولد أحمد غازي عبد اللطيف محمد السامرائي في بغداد عام 1959، وأكمل دراستهُ الابتدائية والمتوسطة في مدارس أبو غريب والاعدادية في ثانوية الكندي في منطقة الحارثية ببغداد.

## الشهادات
حصل أحمد غازي على شهادة دبلوم محاسبة من الجامعة المستنصرية، ثم حصل على بكالوريوس آداب وتاريخ من جامعة بغداد.

## أهم الأعمال والمنجزات
شغل منصب مدير حسابات ثم أحيل على التقاعد بعد ثلاثين عاماً امضاها في شركة المشاريع النفطية التابعة لوزارة النفط العراقية. وساهم في تصميم واصدار طوابع تخلد مناسبة ادراج أهوار العراق في الأرث العالمي من قبل هيئة اليونسكو. ولهُ العديد من اللقاءات التلفازية وفي عدة محطات فضائية حول النقود العراقية والأوسمة والأنواط العراقية. واقام عدة معارض للطوابع والنقود في عقد التسعينات من القرن العشرين في مبنى وزارة النفط وفي قضاء أبوغريب.

## التكريم
- حصل على كتاب شكر وتقدير من وزير الثقافة العراقي عام 1996.
- كتاب شكر وتقدير من كلية الآثار في جامعة سامراء وذلك لاهداء مجموعة كتب ثمينة لمكتبة الكلية عام 2016
- كتاب شكر وتقدير من جامعة سامراء وذلك للجهود الحثيثة لتعزيز المسيرة العلمية عام 2016.
- حصل على درع كلية الاثار في جامعة سامراء.
- حصل على شكر وتقدير من السفارة العراقية في طوكيو لمساهمتهُ في إصدار طابع بمناسبة مرور 75 عام على العلاقات العراقية اليابانية.

## العضويات
- عضو جمعية الطوابع والمسكوكات العراقية منذ عام 1994.
- عضو جمعية الصيادين العراقية منذ عام 2004.
- عضو اتحاد كتاب الانترنيت العراقي منذ عام 2018.[2]

## مؤلفاته
ألف مجموعة من الكتب وكتب مقالات في الصحف والمجلات مثل جريدة الجمهورية ومجلة ألف باء ومجلة نهرايا الفصلية، ومن مؤلفاتهِ المطبوعة:
- أبو غريب – تاريخ وذكريات - طبعتين. (2009 - 2018) دار الحكمة - لندن[3]
- تاريخ النقود العراقية، أربع طبعات (2012 - 2014 - 2017 - 2021) دار الحكمة - لندن.[4][5][6]
- تاريخ الأوسمة والأنواط العراقية - ثلاث طبعات (2012 - 2020 - 2024) دار البيارق - بغداد.[7][8]

## وصلات خارجية
- فوق الخط الاحمر: تعرف على تاريخ العملة العراقية مع مؤرخ العملات أ. احمد غازي السامرائي
- دار الكتب والوثائق، السامرائي، أحمد غازي